# Föld Anya (Asimov)
A Föld Anya (Mother Earth) Isaac Asimov egyik novellája, amelyet 1948 őszén írt, majd az Astounding Science Fiction magazin 1949. májusi számában jelent meg. Magyarul a Halálos ítélet című novelláskötetben olvasható.
|  | Alább a cselekmény részletei következnek! |

## Történet
A Földi Birodalom válsághelyzetben van. Széteséséig nyilvánvalóan nem kell már sokat várni.
A Föld kormánya lecsukja Ernest Keilint, mivel műsorában ki akarja fejteni véleményét a Pacific Tervről. Szerinte ugyanis a Terv koholmány, s a Föld direkt szivárogtatta ki. Eközben az Aurorán letartóztatják Keilin barátját, Ion Moreanut is, akinek így szétesik a pártja. Egyedül Franklin Maynard gyanakszik a meglepően egyszerű bizonyítékszerzésen.
Luiz Moreno nagykövet visszatér a Földre, s az időközben kiszabadult Keilint megkéri, menjen el az 50 Külső Világ közül legkésőbb, űrlakó világról betelepített Hesperos bolygón tartandó bolygóközi kongresszusra. A férfi meg is látogatja a találkozót, de közben a Föld megvádolja az összes részt vevő világot az anyabolygó elleni összeesküvéssel.
Válaszként a Külső Világok drasztikusan korlátozzák a kereskedelmet. Nem sokkal később kiderül, hogy a Föld – egyébként jogosan – lecsukott aurorai csempészeket. Bár Maynard szerint a Föld nagyon jól tudja, mit csinál, egyedül nem képes meggyőzni társait. Kitör a három hetes háború, amelyet a Föld elveszt, a békeszerződés szerint pedig a két fél megszakít minden kapcsolatot egymással.
A káoszban a Föld ideiglenes elnökségét Moreno vállalja el. Ő az, aki berendeli magához Keilint, s elmondja, hogy így tervezték a háborút. Elárulja, hogy a Pacific Terv valóban létezik, de egyáltalán nem titkos. Arról szól, hogy a Föld magára marad, űrlakó beavatkozás nélkül állítja helyre a gazdaságát. Ez az egyedül hagyás az, amit nehéz volt elérni. Az űrlakók valójában bűntudatot éreznek a földi emberek iránt, és nem szabad hagyni, hogy ez megszűnjön. Moreanu pártja a Föld segítését szorgalmazta, de ez csak a bűntudat eloszlatására lett volna jó, a Földön nem tudnak segíteni. Ezért kellett félreállítani. A háborút is csak provokálni volt szabad, mert ha a Föld hadat üzen, a Külső Világok lerohanják azt. Moreno megbízza Keilin-t az elnökséggel, s a Föld – végre egyedül – felvirágozhat.
| Előző                  | Sorozat                                               | Következő     |
| ---------------------- | ----------------------------------------------------- | ------------- |
| A két évszázados ember | Robot sorozat Alapítvány–Birodalom–Robot regényciklus | Acélbarlangok |